# Дуб звичайний (Міжгір'я)
Дуб звича́йний — ботанічна пам'ятка природи місцевого значення в Україні. Розташована в межах Міжгірського району Закарпатської області, в смт Міжгір'я (вул. Шевченка 132). 
Площа 0,01 га. Статус надано згідно з рішенням Закарпатського облвиконкому від 18.11.1969 року № 414 та від 23.10.1984 року № 253. Перебуває у віданні Міжгірської селищної ради. 
Створена з метою охорони дуба звичайного віком понад 500 років.